# Ангели, Генрих фон
Генрих фон Ангели (нем. Heinrich von Angeli; 8 июля 1840[…], Шопрон — 21 октября 1925[…], Вена) — признанный австрийский жанровый и портретный живописец.

## Биография
Генрих фон Ангели родился в Австро-Венгрии в городе Эденбурге (ныне Шопрон) 8 июля 1840 года.
С 1854 года Ангели учился в Венской академии и окончательное художественное образование получил в Дюссельдорфской академии художеств у Эммануила Лейтце (1856) и в Мюнхене у Карла Теодора фон Пилоти. В это время он написал картину «Мария Стюарт при прочтении смертного приговора».
В Мюнхене, где он жил с 1859 года, он написал для короля Людвига I картину «Людовик XI и Франц ф. Паула»; после этого он поселился с 1862 года в Вене. Здесь вошла в моду его изящная манера живописи. Впоследствии Ангели с успехом занялся кабинетной живописью по образцу нидерландских мастеров и написал сперва картину «Мститель за свою честь» (1869), потом «Юношескую любовь» и другие.
После того, как он написал (1870) свою последнюю жанровую картину, «Отказ в отпущении грехов», Ангели совершенно отдался портретной живописи и занимался ею особенно при германском императорском дворе, снял портреты многих его членов, а затем продолжал это занятие при английском дворе и при дворе Российской империи. В 1876 году он был назначен профессором специальной школы при Венской академии. В 1894 году один из районов австрийской столицы был назван в его честь — «Angeligasse».
Генрих фон Ангели скончался 21 октября 1925 года в Вене и похоронен на Центральном кладбище.

## Галерея
- Некоторые работы
- Королева Виктория,
 1885 год
- Александра Фёдоровна
- Виктория Фёдоровна

## Память
Один из второстепенных героев романа Генриха Сенкевича «Без догмата»

Изображен на австрийской почтовой марке 1975 года.